# Yoshiyuki Kamei
Pour les articles homonymes, voir Kamei.
Yoshiyuki Kamei (亀井 善之, Kamei Yoshiyuki), né le 30 avril 1936 et mort le 12 mai 2006 était un politicien japonais et un membre de la Chambre des représentants du Japon représentant la préfecture de Kanagawa. Il était diplômé de l'université Keiō.
Il était ministre de l'Agriculture, des forêts et de la pêche dans le gouvernement de Jun'ichirō Koizumi, avant d'être remplacé par Yoshinobu Shimamura (en).